# Jardim Vila Boa
Jardim Vila Boa é um bairro da região sudoeste de Goiânia, formado em 1969.
As primeiras populações chegaram ao bairro ainda na década de 1970. Pequeno bairro, os moradores do Jardim Vila Boa sofreu com a falta de infraestrutura até meados da década de 1990, quando os primeiros recursos básicos começaram a chegar por meio do poder público.
Segundo dados do Instituto Brasileiro de Geografia e Estatística (IBGE), divulgados pela prefeitura, no Censo 2010 a população do Jardim Vila Boa era de 6 569 pessoas.